# Xenograpsidae
Xenograpsidae là danh pháp khoa học của một họ cua.

## Các chi
Tính đến năm 2019 họ này gồm 1 chi và 3 loài đã biết.
- Xenograpsus Takeda & Kurata, 1977: 3 loài.